# Bifascioides
Bifascioides is een geslacht van vlinders uit de familie prachtmotten (Cosmopterigidae).

## Soorten
- B. leucomelanella (Rebel, 1916)
- B. pirastica (Meyrick, 1937)
- B. sindonia (Meyrick, 1911)